# Helmuth Schröder (Dichter)

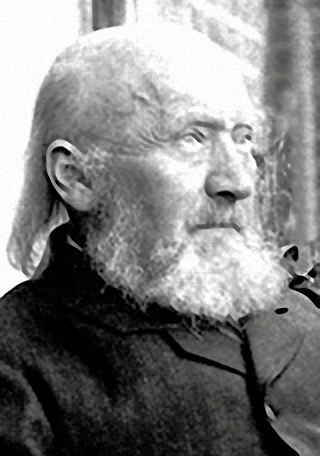
Helmuth Schröder

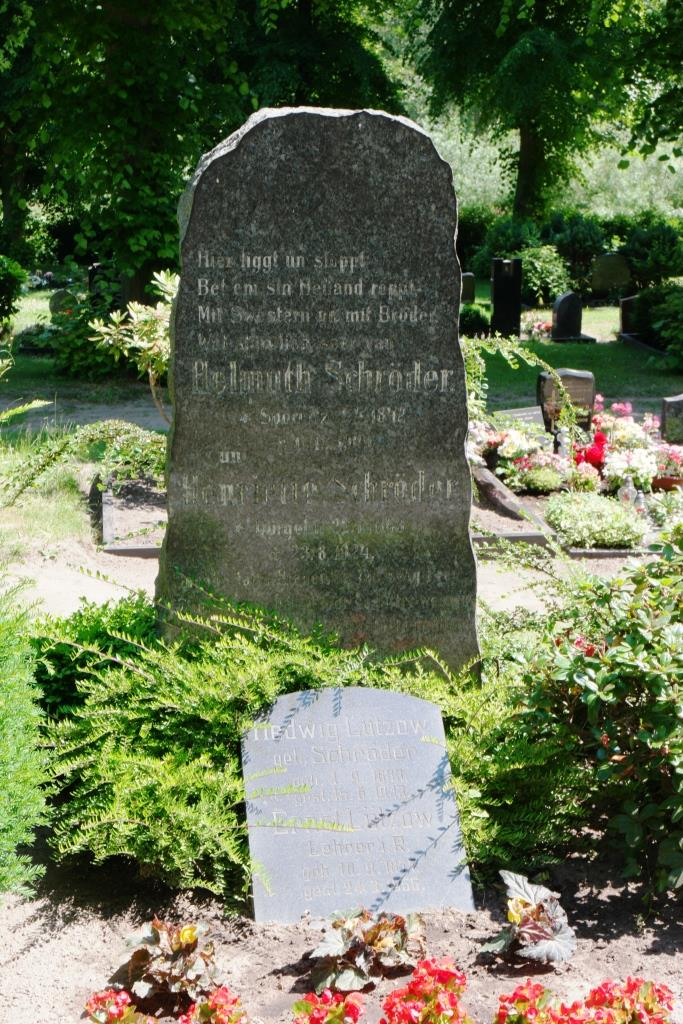
Grab von Helmuth Schröder auf dem Alten Friedhof Ribnitz

Helmuth Friedrich Daniel Schröder, auch Schroeder (* 2. April 1842 in Spornitz; † 11. Dezember 1909 in Ribnitz) war ein deutscher Lehrer und niederdeutscher Dichter.

## Leben
Helmuth Schröder wurde als jüngstes von zehn Kindern des Dorfschullehrers von Spornitz bei Parchim geboren. Bereits im Elternhaus wurde sein Sinn für das praktische Leben ebenso, wie für Geschichte, Sagen, Märchen, das Volkslied und die deutsche und niederdeutsche Sprache geweckt. Ursprünglich hatte er Kaufmann oder Bauer werden wollen (seine Mutter stammte aus einer Spornitzer Bauernfamilie), dann fügte er sich jedoch dem Wunsch seiner Familie und entschied sich – wie der früh verstorbene Vater – ebenfalls für das Lehramt.
Im Alter von achtzehn Jahren legte er das Hilfslehrerexamen ab und unterrichtete erst einmal in Neustadt in Mecklenburg. Anschließend besuchte er das Lehrerseminar in Neukloster und fand 1866 eine Anstellung in Parchim. Nach nur einem Jahr wechselte er nach Matzlow bei Parchim, wo er acht Jahre blieb und sich mit der Bauerntochter Henriette Kohl vermählte. Im Jahre 1875 übernahm Schröder eine Lehrerstelle in Mistorf bei Güstrow. Tochter Elisabeth Schröder kam 1877 zur Welt und wurde später ebenfalls Schriftstellerin.
1886 wechselte er dann nach Völkshagen, heute ein Ortsteil der mecklenburgischen Kleinstadt Marlow. Wie sehr er sich bald mit diesem Dorf verbunden fühlte, beweist sein Gedicht mit dem Titel Min leiw lütt Dörp!
Nach seiner Pensionierung im Jahre 1908 zog Helmuth Schröder nach Ribnitz, wo er sein letztes Lebensjahr verbrachte. Er wurde auf dem alten Ribnitzer Friedhof beigesetzt, wo sich heute noch sein Grab befindet.

## Leistungen

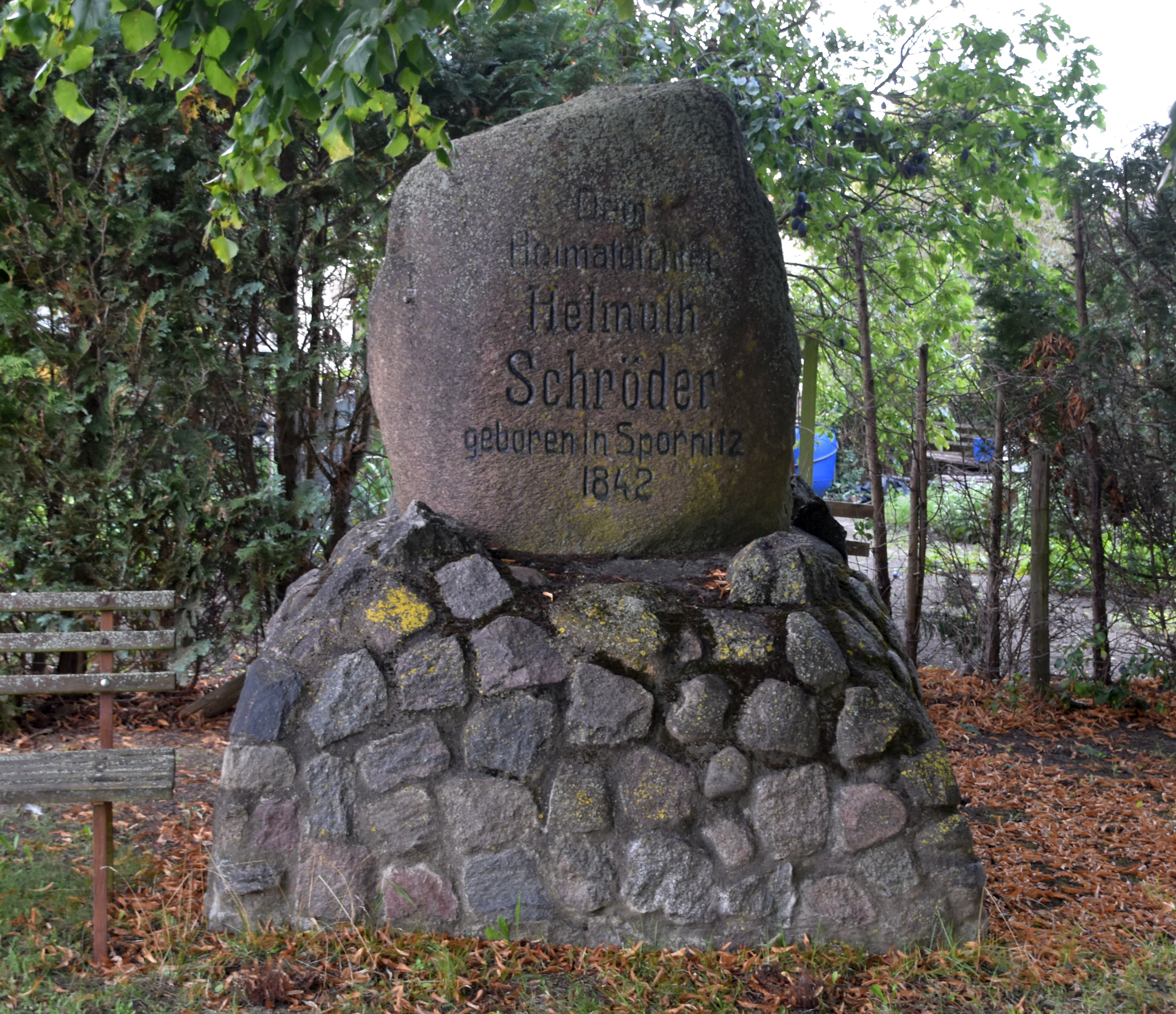
Gedenkstein in Spornitz

Zum Dichten kam Schröder auf Anregung des bedeutenden deutschen Dichters der niederdeutschen Sprache Fritz Reuter (1810–1874). Neben seiner Arbeit als Dorfschullehrer entstanden im Laufe der Jahre zahlreiche plattdeutsche Gedichte, in denen er immer wieder die Natur und das dörfliche Leben beschrieb. Sie wurden zu seinen Lebzeiten in mehreren selbständigen Bändchen veröffentlicht.
Der Schriftsteller und Mundartdichter Gorch Fock (1880–1916) veröffentlichte 1912, anlässlich des siebzigsten Geburtstags von Helmuth Schröder, eine Würdigung, in der es heißt:

„Son Gedichte ober hett em keeneen vormokt un bet nuher noch keeneen nomokt: de stoht ganz för sick alleen un sünd op Plattdütsch anners noch nich schreben worden. Ut sien Gedichten lehrt wi em kennen: wi he feuhlt un wat he von sien plattdütsch Sprook holln het, von sien olle Welt, von sienen Hertog, von sienen Kaiser un vont dütsche Riek, von Gott un Heben, von Froo un Kind. De olle Mann is uns all öber in sien Ort.“

Etliche der Gedichte Helmuth Schröders wurden vertont – unter anderem von dem Damgartener Komponisten Hermann Bendix (1859–1935), der die Chorsätze auch mit den von ihm geleiteten Chören (dem Gemischten Gesangverein und dem Männergesangverein Ribnitz) einstudierte und wiederholt zur Aufführung brachte.
In Schröders Geburtsort Spornitz wurde ein Gedenkstein für ihn errichtet. In Ribnitz-Damgarten wurde eine Straße nach Helmuth Schröder benannt. Der Dorfverein Völkshagen hat sich den Namen Helmuth Schröder e. V. gegeben.

## Werke
- As't de Garv givt – Plattdütsche Dichtels vor Lütt un Grot. Druck von C. Waltenberg, Güstrow 1880 (Digitalisat)
- Plattdütsche Kräns' un Strüz'. Kommissionsverlag von Opitz & Co, Güstrow 1899, urn:nbn:de:gbv:28-rosdok_ppn1899129693-9.
- Schulten Fieken - 'Ne mekelbörgsch Dörpsgeschicht. (Preisnovelle). In: De Eekbom. Berlin, 1899.
- Ut Mekelbörger Buerhüser.
  - Bd. 1: Bi Kräuger Bolts. Otto Lenz, Leipzig 1901 (Digitalisat) (Reprint Hörnum/Sylt, 1996).
  - Bd. 2: Holzen Rike – En Vertellen ut de föftiger Johren in't vörrig Johrhunnert. Otto Lenz, Leipzig 1905 (Digitalisat).
  - Bd. 3: Veer Vertellen. Otto Lenz, Leipzig 1907 (Digitalisat).
- Ut minen lütten Gorden. Plattdeutsche Lyrik. Sülfstverlag, Ribnitz 1909 und Rostock 1934 (Digitalisat).
- Plattdeutsches Lesebuch. Lyrik un Prosa des Volkshäger Lehrers Helmuth Schröder. Ausgew. und hrsg. von Hans Erichson. Rostock 2007. ISBN 978-3-86785-042-1.